# Sát thủ Golden State
Joseph James DeAngelo (sinh ngày 8 tháng 11 năm 1945) là một kẻ giết người hàng loạt người Mỹ, kẻ hiếp dâm hàng loạt, kẻ trộm và cựu cảnh sát đã thực hiện ít nhất 13 vụ giết người, hơn 50 vụ hãm hiếp và hơn 100 vụ trộm ở California từ năm 1974 đến 1986. DeAngelo là cựu chiến binh Hải quân Hoa Kỳ và làm cảnh sát từ năm 1973 đến 1979. Anh ta chịu trách nhiệm cho ít nhất ba vụ phạm tội trên khắp California, mỗi tội ác đã tạo ra một biệt danh khác nhau trên báo chí, trước khi có bằng chứng cho thấy cùng một kẻ phạm tội đã thực hiện các hành vi trên. Đối tượng bắt đầu như một tên trộm (Visalia Ransacker) trước khi chuyển đến khu vực Sacramento, nơi anh ta được biết đến là Kẻ hiếp dâm khu vực phía Đông, và được liên kết bởi modus operandi với các cuộc tấn công bổ sung ở Hạt Contra Costa, Stockton và Modesto. Sau đó, anh ta được biết đến với các tội ác ở miền nam California với tên gọi Kẻ bám đuôi ban đêm. Anh ta chế nhạo và đe dọa các nạn nhân và cảnh sát của mình trong các cuộc gọi điện thoại tục tĩu và các liên lạc khác.
Trong cuộc điều tra kéo dài hàng thập kỷ, một số nghi phạm đã bị xóa thông qua bằng chứng DNA, bằng chứng ngoại phạm hoặc các phương pháp điều tra khác. Năm 2001, xét nghiệm DNA chỉ ra rằng Kẻ hiếp dâm khu vực phía Đông và Kẻ rình rập ban đêm ban đầu là cùng một người. Vụ án là một yếu tố trong việc thiết lập cơ sở dữ liệu DNA của California, nơi thu thập DNA từ tất cả các tội phạm bị buộc tội và bị kết án ở California  và được gọi là thứ hai chỉ sau Virginia về hiệu quả trong việc giải quyết các vụ án lạnh. Để nâng cao nhận thức rằng kẻ giết người vô danh hoạt động trên khắp California, nhà văn tội phạm Michelle McNamara đã đặt ra cái tên Golden State Killer vào đầu năm 2013.
Cục Điều tra Liên bang (FBI) và các cơ quan thực thi pháp luật địa phương đã tổ chức một cuộc họp báo vào ngày 15 tháng 6 năm 2016, để công bố một nỗ lực đổi mới trên toàn quốc, cung cấp phần thưởng 50.000 đô la cho việc bắt giữ kẻ giết người. Vào ngày 24 tháng 4 năm 2018, nhà chức trách buộc tội DeAngelo 72 tuổi với tám tội giết người cấp độ 1, dựa trên bằng chứng DNA. Cụ thể, các nhà điều tra đã xác định các thành viên của gia đình DeAngelo thông qua việc sử dụng phả hệ di truyền pháp y. Đây cũng là thông báo đầu tiên kết nối các tội ác của Visalia Ransacker với Golden State Killer. Do thời hiệu của California đối với các vụ hiếp dâm trước năm 2017, DeAngelo không thể bị buộc tội trong các vụ hãm hiếp thập niên 1970, nhưng anh ta bị buộc tội vào tháng 8 năm 2018 với 13 vụ bắt cóc và bắt cóc liên quan. Vào ngày 29 tháng 6 năm 2020, DeAngelo đã nhận tội với nhiều tội giết người. Là một phần của lời bào chữa, DeAngelo cũng được yêu cầu phải thừa nhận những tội ác mà anh ta chưa bị buộc tội chính thức, bao gồm hãm hiếp.

## Tội ác

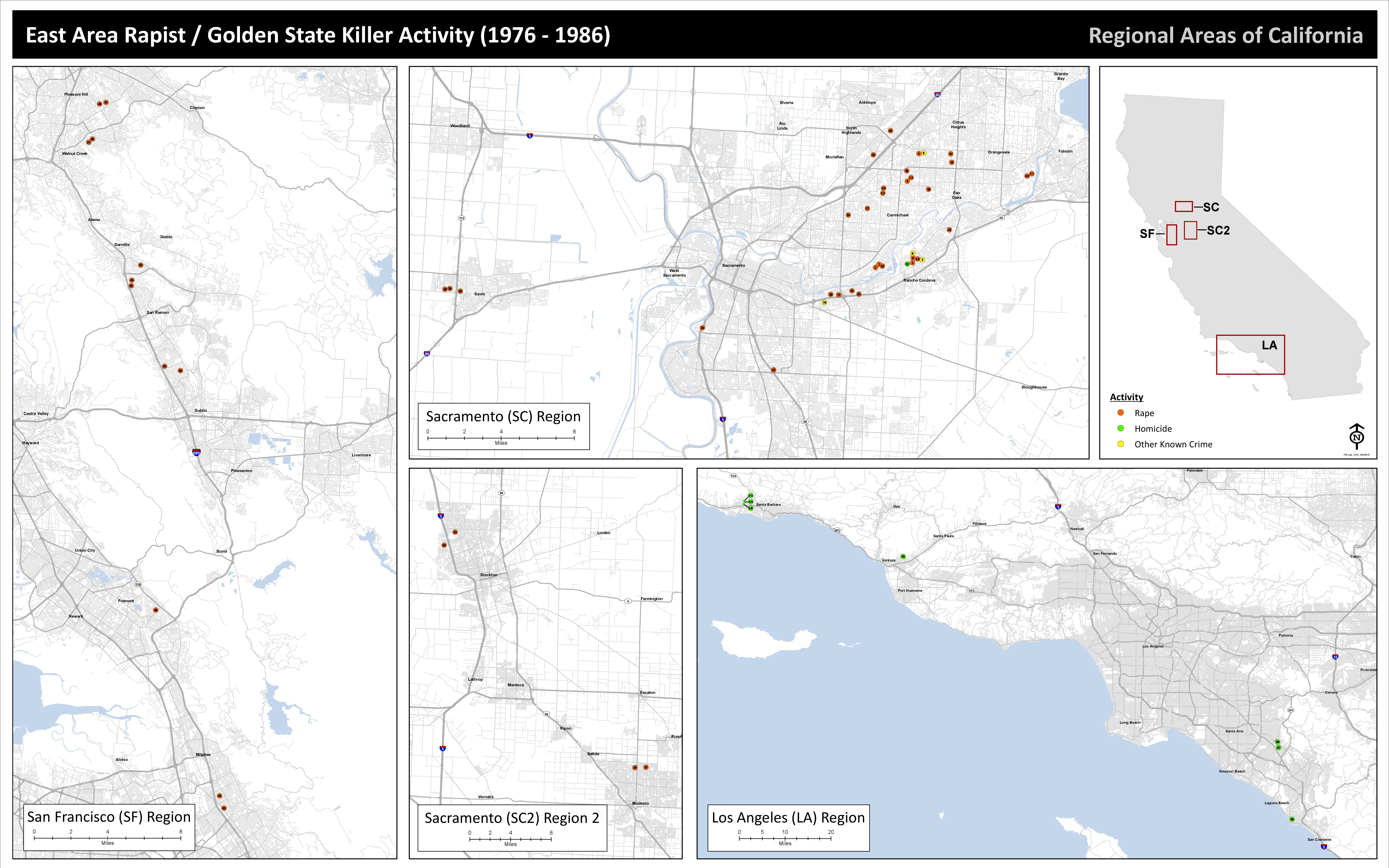
Bản đồ các cuộc tấn công được quy cho Golden State Killer

Bằng chứng DNA liên kết Golden State Killer với tám vụ giết người ở Goleta, Ventura, Dana Point và Irvine; hai vụ giết người khác ở Goleta, thiếu bằng chứng DNA, được liên kết bởi modus operandi. Các nhà điều tra nghi ngờ kẻ giết người tương tự có liên quan đến ba vụ giết người khác: hai ở Rancho Cordova và một ở Visalia. Kẻ phạm tội cũng đã thực hiện hơn 50 vụ hãm hiếp được biết đến ở các quận Sacramento của California, Contra Costa, Stanislaus, San Joaquin, Alameda, Santa Clara và Yolo, ngoài hàng trăm vụ đột nhập gia cư, trộm cắp, phá hoại, nhìn trộm, và theo dõi rình mò.

### Visalia Ransacker (tháng 4 năm 1974 - tháng 12 năm 1975)
Từ lâu, người ta đã nghi ngờ rằng nơi bắt đầu của tên tội phạm trở thành Golden State Killer là Visalia, California  (mặc dù các tội ác Visalia trước đó có từ đầu tháng 5 năm 1973 và khác các vụ như ' Kẻ trộm mèo Cordova '  hoặc ' Exeter Ransacker', cũng như các vụ trộm xảy ra sau vụ nổ súng McGowen, hiện cũng bị nghi ngờ có liên quan). Trong khoảng thời gian 20 tháng, Ransacker được cho là người chịu trách nhiệm cho một vụ giết người và khoảng 120 vụ trộm. Hầu hết các hoạt động của Ransacker liên quan đến việc đột nhập vào nhà, đi qua (hoặc phá hoại) tài sản của chủ sở hữu, phân tán quần áo của phụ nữ, ăn cắp tiền và các vật phẩm cá nhân hoặc giá trị thấp, trong khi thường bỏ qua tiền giấy và các vật phẩm có giá trị khác.
Vào cuối tháng 4 năm 2018, cảnh sát trưởng Visalia tuyên bố rằng trong khi không có DNA liên kết DeAngelo với các vụ án ở Thung lũng trung tâm, bộ phận của anh ta có bằng chứng khác sẽ đóng vai trò trong cuộc điều tra, và anh ta "tin rằng Visalia Ransacker có đã bị bắt. "  Mặc dù thời hiệu của các vụ trộm đã hết hạn, DeAngelo đã chính thức bị buộc tội vào ngày 13 tháng 8 năm 2018, với vụ giết Claude Snelling cấp độ đầu tiên vào năm 1975. Năm 2020, DeAngelo đã nhận tội giết Claude Snelling, xác nhận rằng mình là Visalia Ransacker.

### Kẻ hãm hiếp khu vực phía đông (tháng 6 năm 1976 - tháng 7 năm 1979)

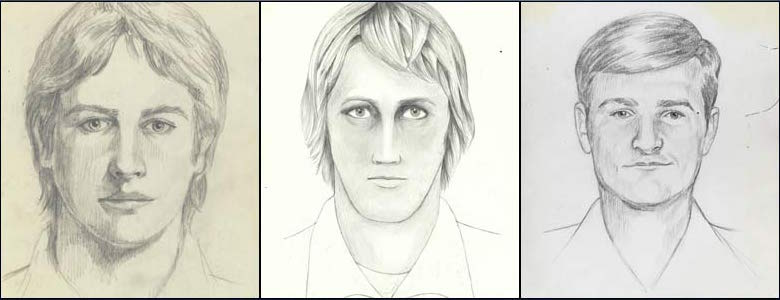
Ba bản phác thảo mà FBI tập trung khi mở lại vụ án vào tháng 6 năm 2016

Golden State Killer được cho là đã chuyển đến khu vực Sacramento, tiến triển từ vụ trộm sang cưỡng hiếp vào giữa năm 1976. Các tội ác ban đầu tập trung vào các khu vực chưa hợp nhất của Carmichael, Citrus Heights và Rancho Cordova, phía đông Sacramento. Modus operandi ban đầu của anh ta là rình rập các khu phố trung lưu vào ban đêm để tìm kiếm những người phụ nữ ở một mình trong nhà một tầng, thường là gần trường học, lạch, đường mòn hoặc không gian mở khác sẽ giúp họ trốn thoát nhanh chóng. Kẻ hãm hiếp bị nhìn thấy một số lần, nhưng luôn trốn chạy thành công; trong một lần, anh ta bắn và làm trọng thương một người thanh niên đuổi theo. :187–188

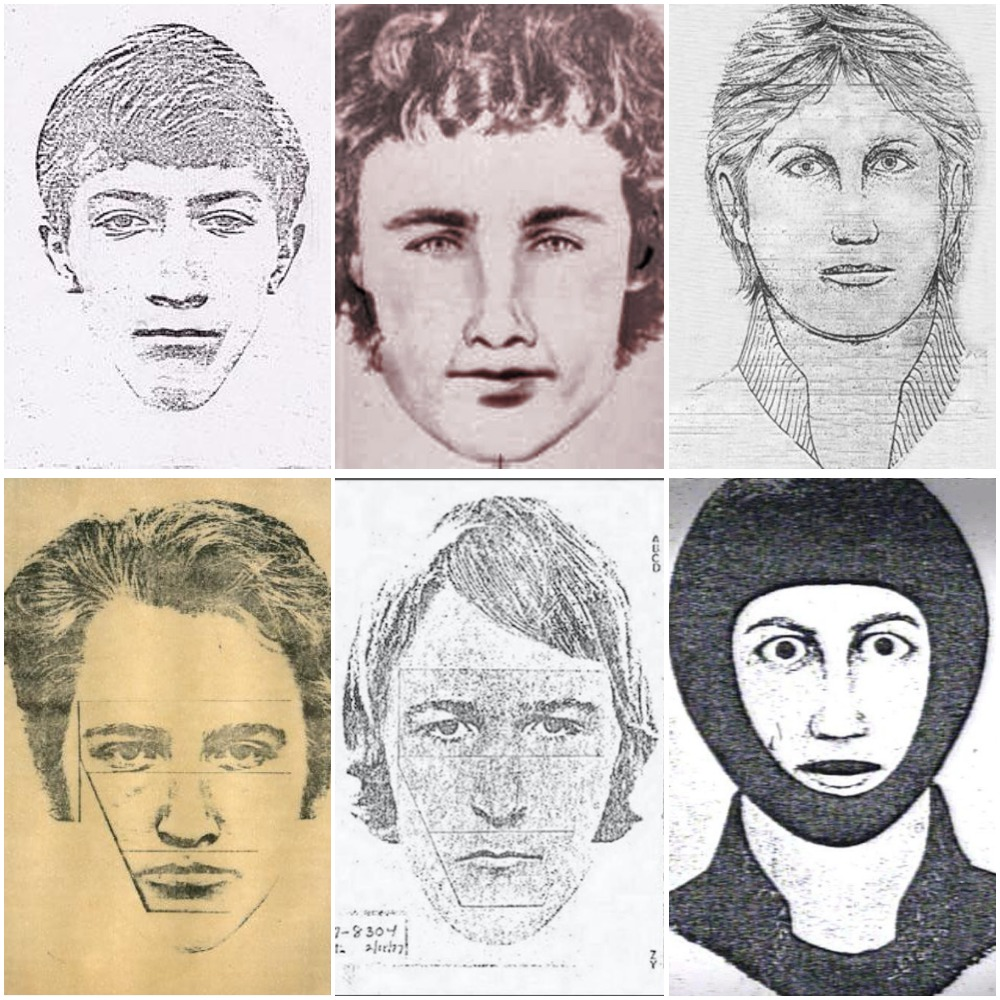
Bản phác thảo bổ sung của nghi phạm

Hầu hết các nạn nhân đã nhìn thấy (hoặc nghe thấy) một người đi vào nhà của họ trước các cuộc tấn công, và nhiều người đã trải qua các cuộc đột nhập. Cảnh sát tin rằng kẻ phạm tội sẽ tiến hành trinh sát sâu rộng trong một khu vực mục tiêu   - nhìn vào cửa sổ và rình mò trong sân   - trước khi chọn một ngôi nhà để tấn công. Người ta tin rằng đôi khi kẻ này vào nhà của các nạn nhân trong tương lai để mở khóa cửa sổ, dỡ súng và lắp dây chằng để sử dụng sau này. Nghi phạm thường xuyên gọi điện trước cho các nạn nhân, đôi khi trong nhiều tháng trước để tìm hiểu thói quen hàng ngày của họ.
Mặc dù ban đầu đối tượng nhắm vào phụ nữ một mình trong nhà hoặc có con, cuối cùng người này thích tấn công các cặp vợ chồng. Phương pháp thông thường của anh ta là đột nhập qua cửa sổ hoặc cửa kính trượt và đánh thức những người đang ngủ bằng đèn pin, đe dọa họ bằng súng ngắn. Nạn nhân sau đó bị trói bằng dây chằng (thường là dây giày) mà anh ta tìm thấy hoặc mang theo, bịt mắt và bịt miệng bằng khăn mà anh ta đã xé thành dải. Nạn nhân nữ thường bị buộc phải trói bạn đồng hành nam trước khi cô bị trói. Dây trói thường chặt đến nỗi tay của nạn nhân bị tê trong nhiều giờ sau khi được cởi trói. :434 Đối tượng tách hai vợ chồng, thường xếp các món ăn lên lưng của người đàn ông và đe dọa sẽ giết tất cả mọi người trong nhà nếu anh ta nghe thấy họ nói. Đối tượng chuyển người phụ nữ đến phòng khách và thường xuyên cưỡng hiếp cô, đôi khi trong vài giờ.

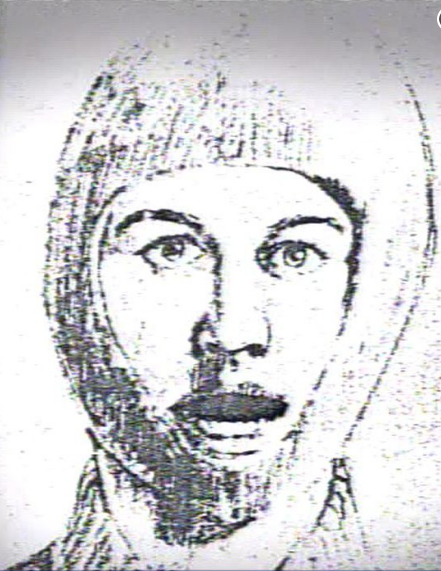
Một nạn nhân mô tả khuôn mặt của Rapist khu vực Đông là trẻ và tròn, với đôi mắt rộng và cái miệng rộng.

Kẻ phạm tội đôi khi đã dành hàng giờ trong nhà lục soát tủ quần áo và ngăn kéo, ăn thức ăn trong bếp, uống bia, cưỡng hiếp phụ nữ một lần nữa hoặc đe dọa thêm. Nạn nhân đôi khi nghĩ rằng anh ta đã rời khỏi nhà trước khi anh ta "nhảy [ed] khỏi bóng tối". Người phạm tội thường lấy trộm đồ, thường là đồ vật cá nhân và vật phẩm ít giá trị nhưng đôi khi là tiền mặt và súng. Sau đó đối tượng rón rén đi, khiến nạn nhân không chắc chắn nếu anh ta rời đi. Kẻ phạm tội được cho là trốn thoát qua một loạt sân và sau đó sử dụng xe đạp để về nhà hoặc đi ô tô, sử dụng đường đi trên các công viên, sân trường, giường lạch và các không gian mở khác khiến anh ta không tạo ra vết chân trên đường.
Kẻ hiếp dâm này hoạt động ở Hạt Sacramento từ các cuộc tấn công đầu tiên vào tháng 6 năm 1976 đến tháng 5 năm 1977. Sau khoảng cách ba tháng, anh ta tấn công vào Hạt San Joaquin gần đó vào tháng 9 trước khi quay lại Sacramento vì tất cả trừ một trong mười cuộc tấn công tiếp theo. Kẻ hiếp dâm đã tấn công năm lần trong mùa hè năm 1978 tại các hạt Stanislaus và Yolo trước khi biến mất một lần nữa trong ba tháng. Các cuộc tấn công sau đó chuyển chủ yếu đến Hạt Contra Costa vào tháng 10 và kéo dài đến tháng 7 năm 1979.
| #  | Date                                 | Time       | Location                                         |
| -- | ------------------------------------ | ---------- | ------------------------------------------------ |
| 1  | Friday, ngày 18 tháng 6 năm 1976     | 4:00 a.m.  | Rancho Cordova                                   |
| 2  | Saturday, ngày 17 tháng 7 năm 1976   | 2:00 a.m.  | Del Dayo Dr., Carmichael                         |
| 3  | Sunday, ngày 29 tháng 8 năm 1976     | 3:20 a.m.  | Rancho Cordova                                   |
| 4  | Saturday, ngày 4 tháng 9 năm 1976    | 11:30 p.m. | Citrus Heights                                   |
| 5  | Tuesday, ngày 5 tháng 10 năm 1976    | 6:45 a.m.  | Citrus Heights                                   |
| 6  | Saturday, ngày 9 tháng 10 năm 1976   | 4:30 a.m.  | Rancho Cordova                                   |
| 7  | Monday, ngày 18 tháng 10 năm 1976    | 2:30 a.m.  | Del Dayo Dr., Carmichael                         |
| 8  | Monday, ngày 18 tháng 10 năm 1976    | 11:00 p.m. | Rancho Cordova                                   |
| 9  | Wednesday, ngày 10 tháng 11 năm 1976 | 7:30 p.m.  | Greenback Ln., Citrus Heights                    |
| 10 | Saturday, ngày 18 tháng 12 năm 1976  | 7:00 p.m.  | Carmichael                                       |
| 11 | Tuesday, ngày 18 tháng 1 năm 1977    | 11:00 p.m. | Glenbrook/College Greens, Sacramento             |
| 12 | Monday, ngày 24 tháng 1 năm 1977     | 12:00 a.m. | Primrose Dr., Citrus Heights                     |
| 13 | Monday, ngày 7 tháng 2 năm 1977      | 6:45 a.m.  | Crestview Drive and Madison Ave., Citrus Heights |
| 14 | Wednesday, ngày 16 tháng 2 năm 1977  | 10:30 p.m. | Ripon Court                                      |
| 15 | Tuesday, ngày 8 tháng 3 năm 1977     | 4:00 a.m.  | Robertson and Whitney Ave., Sacramento           |
| 16 | Friday, ngày 18 tháng 3 năm 1977     | 10:45 p.m. | Rancho Cordova                                   |
| 17 | Saturday, ngày 2 tháng 4 năm 1977    | 3:20 a.m.  | Madison and Main Ave., Orangevale                |
| 18 | Friday, ngày 15 tháng 4 năm 1977     | 2:30 a.m.  | Madison and Manzanita Avenues, Crestview         |
| 19 | Tuesday, ngày 3 tháng 5 năm 1977     | 3:00 a.m.  | Glenbrook/College Greens, Sacramento             |
| 20 | Thursday, ngày 5 tháng 5 năm 1977    | 2:40 a.m.  | Orangevale                                       |
| 21 | Saturday, ngày 14 tháng 5 năm 1977   | 3:45 a.m.  | Greenback Ln. and Birdcage St., Citrus Heights   |
| 22 | Tuesday, ngày 17 tháng 5 năm 1977    | 1:30 a.m.  | Sand Bar Circle, Del Dayo Dr., Carmichael        |
| 23 | Saturday, ngày 28 tháng 5 năm 1977   | 1:00 a.m.  | Fourth Parkway, South Area, Sacramento           |
| 24 | Tuesday, ngày 6 tháng 9 năm 1977     | 1:30 a.m.  | Lincoln Village West                             |
| 25 | Saturday, ngày 1 tháng 10 năm 1977   | 1:30 a.m.  | La Riviera and Tuolumne Dr., Rancho Cordova      |
| 26 | Friday, ngày 21 tháng 10 năm 1977    | 3:00 a.m.  | Elkhorn Blvd./Diablo Dr., Foothill Farms         |
| 27 | Saturday, ngày 29 tháng 10 năm 1977  | 1:45 a.m.  | Woodson Ave., Sacramento                         |
| 28 | Thursday, ngày 10 tháng 11 năm 1977  | 3:00 a.m.  | La Riviera Dr. near Watt Ave., Sacramento        |
| 29 | Friday, ngày 2 tháng 12 năm 1977     | 11:30 p.m. | Brett and Revelstoke Dr. Foothill Farms          |
| 30 | Saturday, ngày 28 tháng 1 năm 1978   | 10:15 p.m. | Winding Way, east of Walnut Ave., Sacramento     |
| 31 | Saturday, ngày 18 tháng 3 năm 1978   | 11:00 p.m. | Parkwoods, Stockton                              |
| 32 | Friday, ngày 14 tháng 4 năm 1978     | 10:00 p.m. | Seamas and Riverside Aves., South Sacramento     |
| 33 | Monday, ngày 5 tháng 6 năm 1978      | 2:30 a.m.  | Northeastern Modesto                             |
| 34 | Wednesday, ngày 7 tháng 6 năm 1978   | 3:55 a.m.  | UC Davis, Davis                                  |
| 35 | Friday, ngày 23 tháng 6 năm 1978     | 1:30 a.m.  | Northeastern Modesto                             |
| 36 | Saturday, ngày 24 tháng 6 năm 1978   | 3:15 a.m.  | Rivendell, Davis                                 |
| 37 | Thursday, ngày 6 tháng 7 năm 1978    | 2:50 a.m.  | Westwood Division, Davis                         |
| 38 | Saturday, ngày 7 tháng 10 năm 1978   | 2:30 a.m.  | Concord                                          |
| 39 | Friday, ngày 13 tháng 10 năm 1978    | 4:30 a.m.  | Concord                                          |
| 40 | Saturday, ngày 28 tháng 10 năm 1978  | 4:30 a.m.  | San Ramon                                        |
| 41 | Saturday, ngày 4 tháng 11 năm 1978   | 3:30 a.m.  | San Jose                                         |
| 42 | Saturday, ngày 2 tháng 12 năm 1978   | 4:30 a.m.  | San Jose                                         |
| 43 | Saturday, ngày 9 tháng 12 năm 1978   | 2:00 a.m.  | Danville                                         |
| 44 | Monday, ngày 18 tháng 12 năm 1978    | 6:30 p.m.  | San Ramon                                        |
| 45 | Tuesday, ngày 20 tháng 3 năm 1979    | 5:00 a.m.  | Rancho Cordova                                   |
| 46 | Wednesday, ngày 4 tháng 4 năm 1979   | 1:00 a.m.  | Fremont                                          |
| 47 | Saturday, ngày 2 tháng 6 năm 1979    | 11:30 p.m. | Walnut Creek                                     |
| 48 | Monday, ngày 11 tháng 6 năm 1979     | 4:00 a.m.  | Danville                                         |
| 49 | Monday, ngày 25 tháng 6 năm 1979     | 4:00 a.m.  | Walnut Creek                                     |
| 50 | Thursday, ngày 5 tháng 7 năm 1979    | 3:45 a.m.  | Danville                                         |

#### Giết người

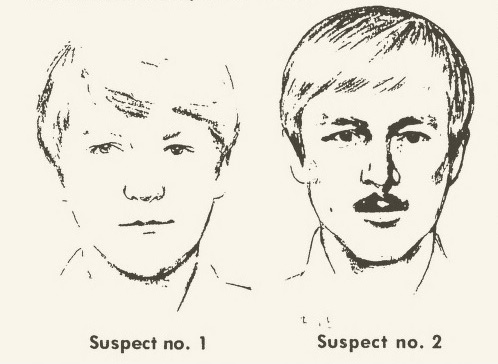
Bản phác thảo của hai nghi phạm trong vụ giết người Maggiores

Một cặp vợ chồng trẻ ở Sacramento, Brian, một cảnh sát viên quân sự tại Căn cứ Không quân Mather, và Katie Maggiore, đang dắt chó đi dạo trong khu vực Rancho Cordova vào đêm 2/2/1978, gần nơi xảy ra năm vụ tấn công Rapist ở Khu vực Đông. Hai vợ chồng đã chạy trốn sau một cuộc đối đầu trên đường phố, nhưng bị đuổi theo và bị bắn chết. Một số nhà điều tra nghi ngờ rằng họ đã bị giết bởi Kẻ hiếp dâm khu vực phía Đông vì vị trí của chúng gần vị trí của các cuộc tấn công khác, và một dây giày đã được tìm thấy gần đó. FBI đã công bố vào ngày 15 tháng 6 năm 2016, rằng họ tin rằng Kẻ hiếp dâm ở khu vực phía Đông đã giết cặp vợ chồng Maggiores.

### Original Night Stalker (tháng 10 năm 1979 - tháng 5 năm 1986)
Ngay sau khi vụ hãm hiếp xảy ra vào ngày 5 tháng 7 năm 1979, Kẻ hiếp dâm vùng Đông đã chuyển đến miền nam California và lần đầu tiên xảy ra tại Hạt Santa Barbara vào tháng Mười. Các cuộc tấn công kéo dài đến năm 1981 (với một cuộc tấn công đơn độc năm 1986), và kẻ hiếp dâm bắt đầu giết chết nạn nhân của mình. Chỉ có cặp vợ chồng trong cuộc tấn công đầu tiên sống sót, cảnh báo hàng xóm và buộc kẻ đột nhập phải chạy trốn; các nạn nhân khác đã bị sát hại bằng cách xả súng hoặc làm mờ. Vì Kẻ hiếp dâm khu vực phía Đông không liên quan đến những tội ác này trong nhiều thập kỷ, anh ta được biết đến với cái tên Night Stalker trong khu vực trước khi được đổi tên thành Kẻ truy đuổi ban đêm ban đầu (Original Night Stalker) sau khi kẻ giết người hàng loạt Richard Ramirez nhận được biệt danh cũ.

| # | Date                               | Victim(s)                               | Location               | County        |
| - | ---------------------------------- | --------------------------------------- | ---------------------- | ------------- |
| 1 | Monday, ngày 1 tháng 10 năm 1979   | None (attempted murder; botched attack) | Queen Ann Lane, Goleta | Santa Barbara |
| 2 | Sunday, ngày 30 tháng 12 năm 1979  | Robert Offerman, Debra Manning          | Goleta                 | Santa Barbara |
| 3 | Thursday, ngày 13 tháng 3 năm 1980 | Charlene & Lyman Smith                  | Ventura                | Ventura       |
| 4 | Tuesday, ngày 19 tháng 8 năm 1980  | Keith & Patrice Harrington              | Dana Point             | Orange        |
| 5 | Friday, ngày 6 tháng 2 năm 1981    | Manuela Witthuhn                        | Irvine                 | Orange        |
| 6 | Monday, ngày 27 tháng 7 năm 1981   | Cheri Domingo, Gregory Sanchez          | Goleta                 | Santa Barbara |
| 7 | Sunday, ngày 4 tháng 5 năm 1986    | Janelle Cruz                            | Irvine                 | Orange        |

### 1979
Vào ngày 1 tháng 10, một kẻ đột nhập đã đột nhập và trói một cặp vợ chồng Goleta. :434 Hoảng hốt khi nghe anh nói "Tôi sẽ tự giết mình", :435  người đàn ông và phụ nữ cố gắng trốn thoát khi anh ta rời khỏi phòng và người phụ nữ hét lên. Nhận ra rằng báo động đã được nâng lên, kẻ đột nhập đã chạy trốn trên một chiếc xe đạp. Một người hàng xóm (một nhân viên FBI) đã phản ứng với tiếng ồn và truy đuổi hung thủ, và đối tượng đã bỏ lại xe đạp và một con dao và chạy bộ qua sân sau nhà gần đó. :435 Vụ tấn công này sau đó được liên kết với vụ giết người Offerman của Manning bằng cách xem xét dấu giày và dây bện dùng để trói nạn nhân. :438
Vào ngày 30 tháng 12, Robert Offerman 44 tuổi và Debra Alexandra Manning 35 tuổi đã được tìm thấy bị bắn chết tại chung cư của Offerman trên đại lộ Avenida Pequena ở Goleta. Các ràng buộc của Offerman đã được cởi trói, cho thấy rằng anh ta đã lao vào kẻ tấn công. Hàng xóm đã nghe thấy tiếng súng. Dấu chân của một con chó lớn đã được tìm thấy tại hiện trường, dẫn đến suy đoán rằng kẻ giết người có thể đã mang theo một con. :446 Kẻ giết người cũng đột nhập vào khu nhà trống liền kề và lấy trộm một chiếc xe đạp, sau đó được tìm thấy bị bỏ rơi trên một con đường phía bắc của hiện trường, từ một nơi cư trú thứ ba trong khu phức hợp.

### 1980
Vào ngày 13 tháng 3, Charlene Smith, 33 tuổi và Lyman Smith, 43 tuổi (sắp được bổ nhiệm làm thẩm phán) đã được tìm thấy bị sát hại trong nhà ở Ventura của họ; Charlene Smith đã bị hãm hiếp. Một khúc gỗ từ một đống gỗ bên hông nhà đã được sử dụng để làm cho các nạn nhân tử vong. :440  Cổ tay và mắt cá chân của họ đã bị ràng buộc với màn treo dây. :441  Một nút thắt khác thường của Trung Quốc, một nút kim cương, đã được sử dụng trên cổ tay của Charlene; :441 nút thắt tương tự đã được ghi nhận trong các vụ tấn công hiếp dâm ở khu vực phía đông Sacramento, ít nhất một trường hợp được xác nhận đã được công khai. Kẻ giết người do đó được đặt tên ngắn gọn là Diamond Knob Killer.
Vào ngày 19 tháng 8, Keith Eli Harrington, 24 tuổi và Patrice Briscoe Harrington, 27 tuổi, đã được tìm thấy bị đánh chết tại nhà của họ trên cửa cộng đồng Niguel Shores của Dana Point. Patrice Harrington cũng đã bị hãm hiếp. Mặc dù có bằng chứng cho thấy cổ tay và mắt cá chân của Harrington bị trói, nhưng không có dây chằng hay vũ khí giết người nào được tìm thấy tại hiện trường. Gia đình Harrington đã kết hôn được ba tháng tại thời điểm họ qua đời. Patrice là một y tá ở Irvine và Keith là một sinh viên y khoa tại UC Irvine. Bruce, anh trai của Keith sau đó đã chi gần 2 đô la   triệu người ủng hộ Dự luật 69 cho phép thu thập DNA từ tất cả các tội phạm ở California và một số tội phạm khác.

### 1981
Vào ngày 6 tháng 2, Manuela Witthuhn, 28 tuổi, đã bị hãm hiếp và sát hại trong nhà tại Irvine. Mặc dù cơ thể của Witthuhn có dấu hiệu bị trói trước khi cô bị đánh đập, không có dây chằng hay vũ khí giết người nào được tìm thấy. Nạn nhân đã kết hôn; Chồng cô phải nhập viện, và cô ở một mình vào thời điểm bị tấn công. Các thám tử lưu ý rằng tivi của Witthuhn được tìm thấy ở sân sau, có thể kẻ giết người cố gắng làm cho tội ác dường như là một vụ cướp táo tợn.
Vào ngày 27 tháng 7, Cheri Domingo, 35 tuổi và Gregory Sanchez, 27 tuổi, là nạn nhân giết người thứ 10 và thứ 11 của Night Stalker. Cả hai đều bị tấn công tại nơi cư trú của Sebasto trên đường Toltec ở Goleta  :444 (một số khối phía nam căn hộ của Robert Offerman), nơi cô đang sống tạm thời; nó thuộc sở hữu của một người thân đã qua đời và được rao bán. Kẻ phạm tội vào nhà thông qua một cửa sổ phòng tắm nhỏ. Sanchez đã không bị trói, :445 và bị bắn và bị thương ở má trước khi anh ta bị đánh đến chết bằng dụng cụ làm vườn.
Một số người tin rằng Sanchez có thể đã nhận ra anh ta đang đối phó với người đàn ông chịu trách nhiệm về vụ giết người Offerman Manning, và cố gắng xử lý kẻ giết người hơn là chịu bị trói. Một lần nữa, không có hàng xóm phản ứng với tiếng súng. :445  Đầu của Sanchez được che bằng quần áo kéo từ tủ quần áo. :444 Domingo bị hãm hiếp và làm mờ mắt; vết bầm trên cổ tay và mắt cá chân cho thấy cô đã bị trói, :445 mặc dù những dây trói đã bị mất. Một mảnh dây bện vận chuyển đã được tìm thấy gần giường và các sợi từ một nguồn không xác định nằm rải rác trên cơ thể cô. Nhà chức trách tin rằng kẻ tấn công có thể đã làm việc như một họa sĩ hoặc trong một công việc tương tự tại Trung tâm mua sắm Calle Real.

### 1986
Vào ngày 4 tháng 5, Janelle Lisa Cruz, 18 tuổi, đã được tìm thấy sau khi cô bị hãm hiếp  và bị đánh chết tại nhà ở Irvine. Gia đình cô đang đi nghỉ ở Mexico vào thời điểm xảy ra vụ tấn công. Một chiếc cờ lê ống, được cha dượng của Cruz báo cáo là mất tích, được cho là vũ khí giết người. :458
Các vụ giết người ở miền nam California ban đầu không được kết nối bởi các nhà điều tra trong khu vực tài phán tương ứng của họ. Một thám tử ở Sacramento tin tưởng mạnh mẽ rằng Kẻ hiếp dâm vùng Đông chịu trách nhiệm về các vụ tấn công Goleta, nhưng Sở Cảnh sát Hạt Santa Barbara quy kết họ cho một tên tội phạm nghề nghiệp địa phương, người sau đó đã bị sát hại. Điều tra các tội ác không được thực hiện ở Goleta khiến cảnh sát địa phương theo dõi những dẫn dắt sai lệch liên quan đến những người đàn ông gần gũi với các nạn nhân nữ. Một người, sau đó được tha, bị buộc tội với hai vụ giết người. Các trường hợp được liên kết gần như hoàn toàn bằng xét nghiệm DNA, nhiều năm sau đó.